# Kasteel De Spijker

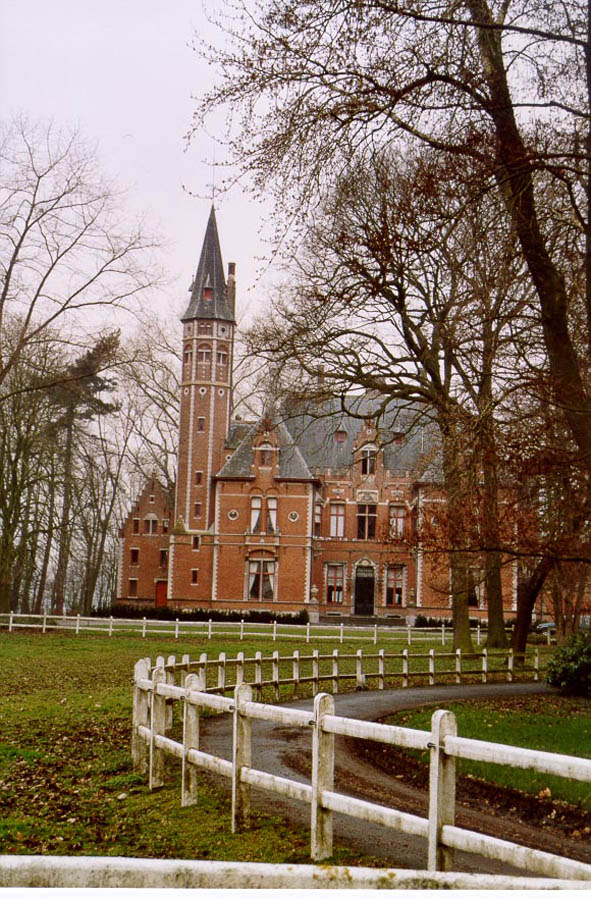
Het neorenaissance landhuis

Kasteel De Spijker is een kasteel in Sint-Kruis, deelgemeente van de stad Brugge, gelegen aan de Spijkerwegel 11-17.

## Geschiedenis
In de vroege middeleeuwen stond hier een graanpakhuis, een spieker. In 1089 werd dit domein voor het eerst vermeld. In 1317 was sprake van den hove ende goed ten Spickere. In 1358 werd Henric Braderic als eigenaar genoemd. In 1388 was er sprake van een herenhuis, getuige de tekst: le manoir qu'on appelle spiker goed. De 16e-eeuwse kaart van Pieter Pourbus geeft het kasteelgoed weer en ook op een kaart van 1688 werd het afgebeeld. Er was sprake van een omwald kasteel met opperhof en neerhof.
In de loop van de 18e eeuw raakte het kasteel in verval en vermoedelijk werd het op het einde van die eeuw gesloopt.
In de 2e helft van de 19e eeuw kwam het goed in handen van Jules-François de Bie de Westvoorde, die burgemeester van Sint-Kruis is geweest. Van 1870-1873, ten westen van de oorspronkelijke site, liet hij een nieuw kasteel bouwen naar ontwerp van Pierre Buyck, in neorenaissancestijl. Dochter Augusta de Bie erfde het in 1889 en zij liet in 1902 een jachtpaviljoen met koetshuis bouwen. Het koetshuis werd later ingericht als woning.
Het interieur van het kasteel is goed bewaard gebleven en ademt een neoclassicistische geest. Ook is er een neogotische slotkapel.
In de tijd van de bouw werd een Engelse landschapstuin aangelegd naar ontwerp van Edouard Pynaert. Een vijver en een grot met ijskelder zijn nog aanwezig van dat ontwerp.
Hoeve De Spijker werd voor het eerst vermeld in 1317. Wijzigingen en uitbreidingen stammen uit 1796 en 1875.